# LGV Lanzhou - Ürümqi
Cette page contient des caractères spéciaux ou non latins. S’ils s’affichent mal (▯, ?, etc.), consultez la page d’aide Unicode.
La ligne ferroviaire à grande vitesse Lanzhou–Ürümqi (chinois simplifié : 兰 新 铁路 第二 双线; chinois traditionnel : 蘭 新 鐵路 第二 雙線; pinyin : lánxīn tiělù dìèr shuāngxiàn) est une ligne à grande vitesse dans le Nord-Ouest de la Chine. Elle connecte Lanzhou dans la province de Gansu et Ürümqi, dans la région autonome du Xinjiang.
Elle est connectée avec la LGV Xuzhou - Lanzhou, et avec la ligne LGV Intercité Lanzhou - aéroport, à la gare de Lanzhou-Ouest de Lanzhou.

## Histoire
La voie de chemin de fer à grande vitesse Lanzhou – Xinjiang, également connu sous le nom de Lanzhou-Xinjiang Passenger Railway ou Lanxin Second Railway.
Les travaux de construction ont commencé le 4 novembre 2009. La construction des lignes d'une longueur de 1 776 km ont nécessité quatre années de chantier, dont 795 km dans le Gansu, 268 km dans le Qinghai et 713 km dans le Xinjiang. Un réseau de 31 gares est prévu dans le projet de cette ligne. Le budget est de 143,5 milliards de yuans (environ 15 milliards d’euros). Lorsqu'elle sera achevée, le train de nuit devrait relier Pékin à Ürümqi, situé à 3 450 km, en moins de 12 heures.
Contrairement au chemin de fer Lanxin existant, qui fonctionne entièrement au Gansu et au Xinjiang. Ce nouveau train à grande vitesse va de Lanzhou à Xining dans la province du Qinghai, avant de se diriger vers le nord-ouest à travers les monts Qilian dans le corridor du Hexi, à Zhangye. Les voies ferrées dans la section près du tunnel n° 2 des monts Qilian passent à 3 607 mètres au-dessus du niveau de la mer, ce qui en fait la voie ferrée à grande vitesse la plus élevée du monde.
La ligne a été inaugurée le 26 décembre 2014 . Ce segment à grande vitesse est le tout premier de ce type à exister dans la région autonome du Xinjiang. La ligne réduit le temps de trajet en train entre Pékin et Ürümiqi de 20 heures à 12 heures.
Le 30 novembre 2017, une connexion entre le chemin de fer à grande vitesse Lanzhou – Xinjiang et le chemin de fer « conventionnel » du sud du Xinjiang s'est ouvert près du bourg de Daheyan (District de Gaochang, près de la gare de Turpan). Cela permet aux trains de voyageurs voyageant d'Urumqi vers des destinations dans le sud du Xinjiang (comme Korla) d'utiliser la section Urumqi-Turpan de la ligne à grande vitesse avant de passer sur la ligne sud du chemin de fer du Xinjiang. 
La ligne a été baptisée « Lanxin » (兰新, LánXīn), abréviation de Lanzhou (兰州) et Xinjiang (新疆, Xīnjiāng).
Près de Shanshan, le train traverse la zone de vent dite des « cent li », où le vent du désert souffle constamment la plupart des jours de l'année. Une galerie de 67 kilomètres de long a été construite pour s'en protéger.

## Gares
(mai 2020).
Mise à jour novembre 2019  :
| Ville                 | Province | Gare                                                      |
| --------------------- | -------- | --------------------------------------------------------- |
| Lanzhou               | Gansu    | Gare de Lanzhou-Ouest                                     |
| Minhe                 | Qinghai  | Gare de Minhe-Sud (zh)                                    |
| Ledu                  | Qinghai  | Gare de Ledu-Sud                                          |
| Haidong               | Qinghai  | Gare de Haidong-Ouest (zh)                                |
| Xining                | Qinghai  | Gare de Xining / Aéroport de Xining Caojiabao             |
| Datong                | Qinghai  | Gare de Datong-Ouest (zh)                                 |
| Menyuan               | Qinghai  | Gare de Menyuan (zh)                                      |
| Minle                 | Gansu    | Gare de Minle (zh)                                        |
| Zhangye               | Gansu    | Gare de Zhangye-Ouest (en)                                |
| Linze                 | Gansu    | Gare de Linze-Sud (zh)                                    |
| Gaotai                | Gansu    | Gare de Gaotai-Sud (zh)                                   |
| Qingshui              | Gansu    | Gare de Qingshui-Nord (zh)                                |
| Jiuquan               | Gansu    | Gare de Jiuquan-Sud (zh)                                  |
| Jiayuguan             | Gansu    | Gare de Jiayuguan-Ouest (en)                              |
| Yumen                 | Gansu    | Gare de Yumen (zh)                                        |
| Liugou                | Gansu    | Gare de Liugou-Sud (zh)                                   |
| Liuyuan               | Gansu    | Gare de Liuyuan-Sud (zh)                                  |
| Hami                  | Xinjiang | Gare de Hami (en)                                         |
| Préfecture de Tourfan | Xinjiang | Gare de Tuha (zh)                                         |
| Shanshan              | Xinjiang | Gare de Shanshan-Nord (zh)                                |
| Tourfan (Turpan)      | Xinjiang | Gare de Turpan-Nord (en) / Aéroport de Turpan Jiaohe (en) |
| Daheyan               | Xinjiang | Gare de Daheyan (zh)                                      |
| Ürümqi                | Xinjiang | Gare d'Ürümqi-Sud                                         |